# جون ديفيس (متسابق دراجات نارية)
جون ديفيس (بالإنجليزية: John Davis)‏ هو متسابق دراجات نارية بريطاني، ولد في 10 نوفمبر 1954 في أكسفورد في المملكة المتحدة.